# Богемия на летних Олимпийских играх 1900
Чешские спортсмены из Австро-Венгрии впервые участвовали на летних Олимпийских играх 1900 под флагом Богемии и выставили семь представителей в четырёх видах спорта. Эта команда заняла 19-е место в общекомандном медальном зачёте.
Курсивом показаны спортсмены, чьи результаты причисляются смешанной команде.

## Медалисты

### Серебро
| Серебро |                    |                                 |
| №       | Спортсмены         | Вид спорта (дисциплина)         |
| 1       | Франтишек Янда-Сук | Лёгкая атлетика (метание диска) |

### Бронза
| Бронза |                      |                                   |
| №      | Спортсмены           | Вид спорта (дисциплина)           |
| 1      | Гедвига Розенбаумова | Теннис (женский одиночный разряд) |

## Результаты соревнований

### Велоспорт
| Соревнование | Спортсмен      | Первый раунд | Первый раунд | Четвертьфинал | Четвертьфинал | Полуфинал | Полуфинал | Финал     | Финал     |
| Соревнование | Спортсмен      | Результат    | Место        | Результат     | Место         | Результат | Место     | Результат | Место     |
| ------------ | -------------- | ------------ | ------------ | ------------- | ------------- | --------- | --------- | --------- | --------- |
| Спринт       | Франтишек Хирш | неизвестен   | 4-8          | не прошёл     | не прошёл     | не прошёл | не прошёл | не прошёл | не прошёл |

### Лёгкая атлетика
| Соревнование           | Спортсмен          | Предварительный раунд | Предварительный раунд | Полуфинал | Полуфинал | Дополнительный раунд | Дополнительный раунд | Финал      | Финал     |
| Соревнование           | Спортсмен          | Результат             | Место                 | Результат | Место     | Результат            | Место                | Результат  | Место     |
| ---------------------- | ------------------ | --------------------- | --------------------- | --------- | --------- | -------------------- | -------------------- | ---------- | --------- |
| 100 метров             | Вацлав Новы        | неизвестен            | 3                     | не прошёл | не прошёл | не прошёл            | не прошёл            | не прошёл  | не прошёл |
| 800 метров             | Ондрей Пукл        | неизвестен            | 4-5                   |           |           |                      |                      | не прошёл  | не прошёл |
| 1500 метров            | Ондрей Пукл        |                       |                       |           |           |                      |                      | неизвестен | 7-9       |
| 400 метров с барьерами | Карел Недвед       | неизвестен            | 3                     |           |           |                      |                      | не прошёл  | не прошёл |
| Метание диска          | Франтишек Янда-Сук |                       |                       |           |           |                      |                      | 35,14 м    | 2         |

### Спортивная гимнастика
| Соревнование              | Спортсмены      | Финал     | Финал |
| Соревнование              | Спортсмены      | Результат | Место |
| ------------------------- | --------------- | --------- | ----- |
| Индивидуальное первенство | Франтишек Эрбен | 249       | 32    |

### Теннис
| Соревнование             | Спортсмены                                        | Первый раунд       | Четвертьфинал                                                    | Полуфинал                                                 | Финал              |
| Соревнование             | Спортсмены                                        | Соперник Результат | Соперник Результат                                               | Соперник Результат                                        | Соперник Результат |
| ------------------------ | ------------------------------------------------- | ------------------ | ---------------------------------------------------------------- | --------------------------------------------------------- | ------------------ |
| Женский одиночный разряд | Гедвига Розенбаумова                              |                    |                                                                  | Элен Прево (FRA) проиграла; 1-6, 1-6                      | не прошла          |
| Смешанный разряд         | Гедвига Розенбаумова (BOH) Арчибальд Уорден (GBR) |                    | Кати Гилльо (FRA) П. Верди-Делисль (FRA) выиграли; 6-3, 3-6, 6-2 | Элен Прево (FRA) Гарольд Махони (GBR) проиграли; 3-6, 0-6 | не прошли          |